# Drosophila peniculipedis
Drosophila peniculipedis este o specie de muște din genul Drosophila, familia Drosophilidae, descrisă de Hardy în anul 1965. Conform Catalogue of Life specia Drosophila peniculipedis nu are subspecii cunoscute.